# Голосовая открытка
Голосова́я откры́тка — звуковое сообщение, которое отправляется на сотовый или стационарный телефон адресата и воспринимается им как обычный телефонный звонок.

## Технология
Отправление голосовых открыток осуществляется с помощью программного коммутатора, установленного на одном или более серверов. Он реализует логику доставки открыток, осуществляя маршрутизацию телефонных звонков на мобильный или стационарный телефон абонента. Звонки осуществляются с помощью услуг VoIP-провайдера.
Использование технологии VoIP при отправке голосовых открыток позволяет реализовать такой функционал как:
- автоматический дозвон до абонента в течение некоторого времени, если он не берет трубку, аппарат находится вне зоны действия сети или произошел сбой в сети;
- отправка голосовой открытки в любую точку мира;
- отправка сообщений одновременно большому числу пользователей;
- отправка голосовых открыток разной стоимости.

В зависимости от сервиса пользователи могут выбрать и заказать отправку голосовой открытки через веб-интерфейс или через голосовой интерфейс IVR-платформы.

## Оплата услуги
Оплата услуги по отправке голосовых открыток происходит в зависимости от используемого сервиса. При отправке голосовой открытки через IVR-платформу со счета абонента списывается стоимость звонка на короткий номер, тарификация поминутная.
При использовании веб-сервисов голосовых открыток оплата происходит с помощью микроплатежей. Абонент отправляет SMS-сообщение с кодом, указанным на сайте, на короткий сервисный номер. После этого с его счета автоматически снимается сумма, равная стоимости голосовой открытки.

## История
Голосовые открытки появились на рынке VAS как услуга, предоставляемая мобильными операторами в конце 2005 года. Их появление было обусловлено развитием IVR-сервисов и собственных порталов операторов. На рынке VAS сервисы голосовых открыток относятся к контент-сервисам, реализованным посредством IVR, удовлетворяющим потребность абонентов в общении.
В конце 2007 года в Рунете был открыт портал голосовых открыток Voicecards.ru, предоставляющий пользователям возможность выбрать голосовую открытку из каталога на веб-сайте и заказать её отправку любому абоненту. При этом пользователь оплачивает непосредственно отправку открытки, а не поминутное пользование сервисом как в случае IVR-сервисов.
К 2008 году голосовые открытки стали полноправным участником рынка веб-открыток. По оценкам аналитиков компании ФИНАМ эта услуга стала востребованной пользователями и достаточно перспективной на рынке поздравительных сервисов.
В 2009 году к рекламе с использованием голосовых открыток прибегла компания «Костафильм», заключившая договор с сервисом VoiceCards.ru о создании открыток, сделанных по мотивам ситкома «Папины дочки».
С 2012 года в странах СНГ начали появляться собственные сервисы голосовых открыток. Например, в Казахстане открылся сервис VoiceCard.kz, уникальной его возможностью является то, что отправитель голосового поздравления может, кроме славянских имён, выбрать одно из распространенных казахских (тюркских) имён.
В декабре 2012 года на аллее стартапов в рамках конференции TechCrunch Moscow 2012 о себе заявил новый проект голосовых открыток и музыкальных поздравлений — Zvonomania.Ru, в рамках которого планировалось, что пользователи смогут выбрать качественные поздравления на различные поводы в обширном тематическом каталоге. Особенностью проекта явилось совмещение физического товара — обычной бумажной открытки — и виртуальной услуги. Первые партии открыток, совмещающих в себе «два товара», были напечатаны в ноябре 2012 года компанией «ГК Горчаков».
10 декабря 2012 года Zvonomania.Ru — сервис голосовых открыток и музыкальных поздравлений вошёл в категорию «А» рейтинга «The TOP 50 Russian Start-Ups» составленного PWC при сотрудничестве с Digital October.

## Голосовые открытки сегодня

### Виды голосовых открыток
- Пользователям представлены голосовые открытки разнообразных тематик: поздравления с днем рождения, розыгрыши, поздравления с профессиональными и государственными праздниками, открытки на каждый день и т. д.
- Существуют различные форматы голосовых открыток: музыкальная открытка, интерактивная открытка (абоненту предлагается совершить какие-либо действия с помощью голосового меню IVR-платформы).

### Дополнительные функции для пользователей
- Пользователи могут записать голосовое сообщение самостоятельно и отправить его друзьям и знакомым.
- Пользователи могут персонализировать открытку, добавив имя отправителя и получателя[9].

### Партнерские программы
Существует партнерская программа голосовых открыток для веб-издателей, которые могут распространять голосовые открытки среди пользователей своих сайтов, и для правообладателей, которые могут распространять собственный голосовой контент на сайтах партнерской сети.

### Технология отправки голосовых открыток
Недавно появилась возможность агрегации технологии отправки голосовых открыток. Теперь не нужно строить сложную систему самому, а можно подключиться к готовому решению. Актуально для проектов, имеющих контент, но не имеющих в своем распоряжении IVR технологий.